# Śluza Morzysław
Śluza Morzysław – pierwsza z czterech śluz na Kanale Ślesińskim zlokalizowana w dzielnicy Konina Morzysławiu. Ze względu na mały ruch statków w tej części kanału obecnie podstawowa funkcja śluzy to prowadzenie gospodarki wodnej przy współpracy ze śluzą Pątnów. Otwarcie tzw. motylków pozwala na kontrolowane upuszczanie wody do Warty. Zlokalizowana przy śluzie pompownia umożliwia pompowanie wody w kierunku przeciwnym. Dzięki czemu możliwe jest zasilenie w wodę jezior stanowiących stanowisko szczytowe na Kanale Ślesińskim.

## Historia
Budowę Kanału Ślesińskiego rozpoczęto w 1936 roku. Przed wojną w 1939 roku oddano do użytku śluzy w Morzysławiu i Pątnowie, dwie z 4 planowanych śluz na kanale. Pozostałe zostały ukończone po wojnie. Otwarcie kanału nastąpiło w 1949 roku.

## Opis
Śluza Morzysław znajduje się na 0,43 km drogi wodnej Warta-Gopło. Pozwala na żeglugę pomiędzy Wartą a kanałem rozciągającym się między miejscowościami Pątnów i Morzysław. Aby zabezpieczyć kanał przed napływem wód powodziowych od strony koryta rzeki Warty śluza została wyposażona we wrota przeciwpowodziowe. Ich zadaniem jest odcięcie napływu wód z Warty do kanału gdy poziom wody w rzece sięga ponad poziom górnej krawędzi wrót żeglugowych śluzy.
Jednokomorowa śluza o wymiarach 57,4 × 9,6 m zbudowana z żelbetonu zamykana jest dwuskrzydłowymi wrotami. Napełnianie i opróżnianie śluzy pozwalają dwa otwory we wrotach górnych i dolnych z zamknięciem motylkowym. Dzięki śluzie możliwe jest wyrównanie poziomu wody o 1,7 m.

### Pompownia
Przy dolnym stanowisku śluzy zlokalizowana jest pompownia Morzysław zbudowana w 2012 roku. Składa się ona z ujęcia wody, które tworzy pięć komór wlotowych o szerokości 1,2 m. W dwukondygnacyjnej części podziemnej znajduje się pięć komór czepnych i pięć komór zrzutowych oraz hala pomp. Część nadziemna składa się z hali silników, rozdzielni wysokiego napięcia, komory transformatorowej i dyżurki.
Głównym zadaniem pompowni Morzysław jest pobór wody z rzeki Warty w miejscowości Morzysław i jej przerzut do kanału między śluzami Morzysław i Pątnów. Ma ona zapewnić ochronę przeciwpowodziową gminy Konin.

## Remont śluzy
Projekt „Modernizacja Kanału Ślesińskiego w km 0,00-32,00 poprzez remont śluz w Koszewie, Gawronach, Pątnowie i Morzysławiu oraz roboty pogłęb. udrożnieniowe” był współfinansowany z Europejskiego Funduszu Rozwoju Regionalnego. Realizację nadzorował Regionalny Zarząd Gospodarki Wodnej w Poznaniu. W 2011 roku śluza została zamknięta z powodu remontu. Obejmował on pogłębienie kanału, usunięcie korozji i pęknięć na częściach betonowych śluzy, a także wymianę wrót zabezpieczających. Remont został zakończony w maju 2012 roku.